# Chiesa di San Giovanni in Foro
La chiesa di San Giovanni in Foro è un luogo di culto cattolico che sorge nel cuore del centro storico di Verona, lungo corso Porta Borsari e poco lontano da piazze Erbe; fa parte della diocesi di Verona.

## Storia
L'origine del nome della chiesa deriva dalla sua titolazione (da notare, tra l'altro, che si tratta dell'unico edificio chiesastico della diocesi di Verona a essere dedicato a Giovanni Evangelista, in quanto gli altri sono tutti riferiti a Giovanni Battista che a Verona ebbe maggiore devozione) e alla sua posizione: essa nacque proprio sul decumano massimo e confinava direttamente con l'antico foro romano di Verona.

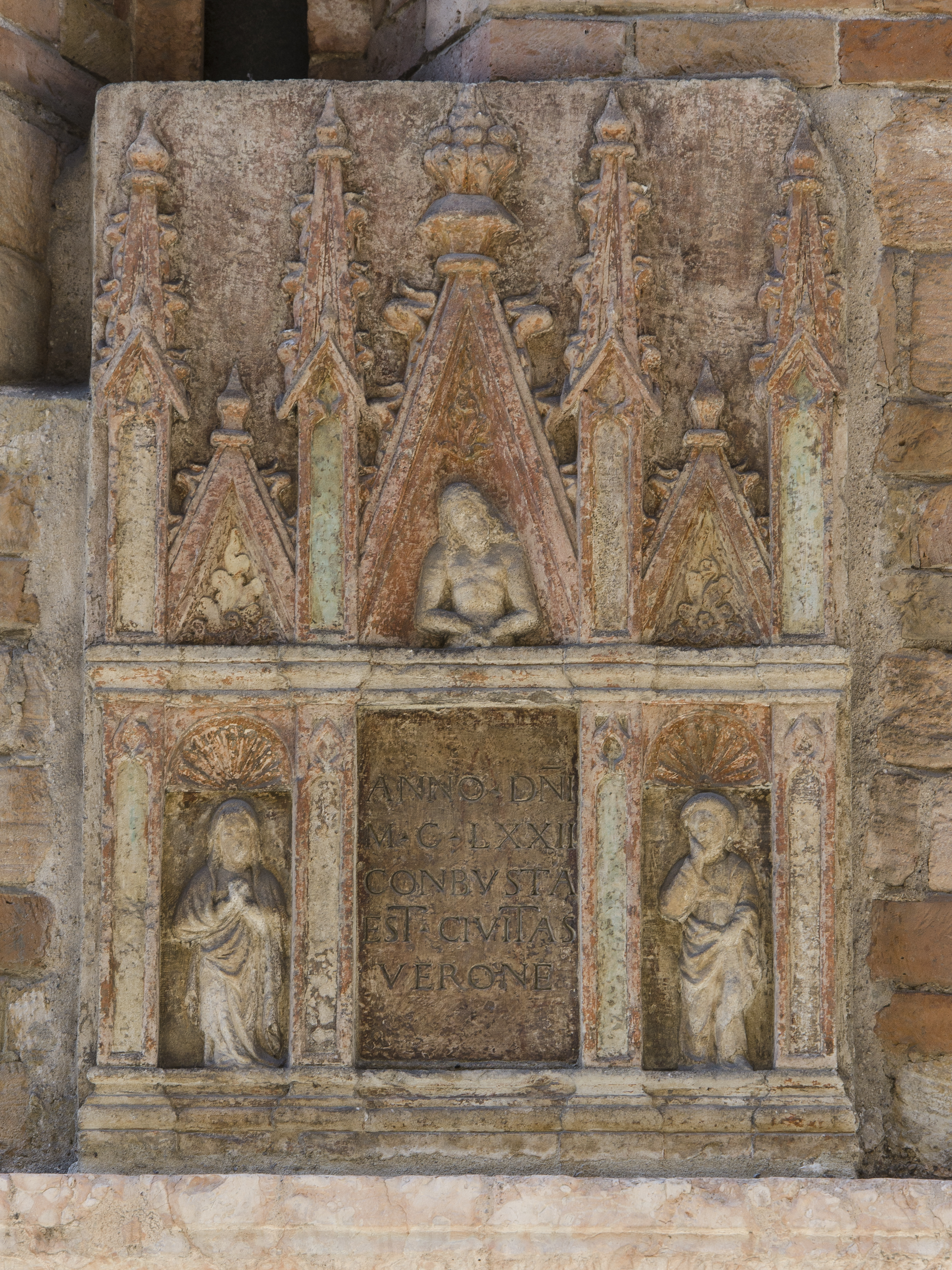
Trittico nella parete esterna con l'iscrizione che ricorda l'incendio del 1172

Le origini sono quindi molto antiche, forse paleocristiane, tuttavia viene citata per la prima volta solo in un documento nel 959. Da un successivo documento datato 1141 e conservato nell'archivio della Cattedrale di Verona, si evince come la chiesa, a quel tempo, fosse una collegiata. Poco più tardi, nel 1172, venne verosimilmente colpita da un grave incendio che coinvolse buona parte della città, come documentato anche dall'iscrizione murata all'esterno dell'edificio la quale ricorda, appunto, che «A – DOMINI MCLXXII combusta est civica Verone». La data dell'incendio è inoltre confermata dagli Annales del monastero della Santissima Trinità, i quali approfondiscono il fatto annotando data, luogo e motivo: l'incendio avvenne il 7 luglio ed ebbe avvio nella casa di un fabbro alla Chiavica, a causa di uno scontro tra diverse fazioni politiche. Fu proprio dopo questo tragico avvenimento che la chiesa venne ricostruita in stile romanico.
Sul finire del XIV secolo fu realizzato, all'interno della chiesa, un ciclo di affreschi di cui si sono conservati soli quelli raffiguranti una Madonna del Latte, un San Giovanni Battista e un San Giovanni Evangelista sulla sinistra del presbiterio. Trasformazioni più importanti ebbero luogo nel XVII secolo, quando l'abside semicircolare venne sostituita da una rettangolare mentre le finestre furono allungate. Infine nel 1932 venne sostituita la pavimentazione con quella disegnata dall'architetto Ettore Fagiuoli.

## Descrizione

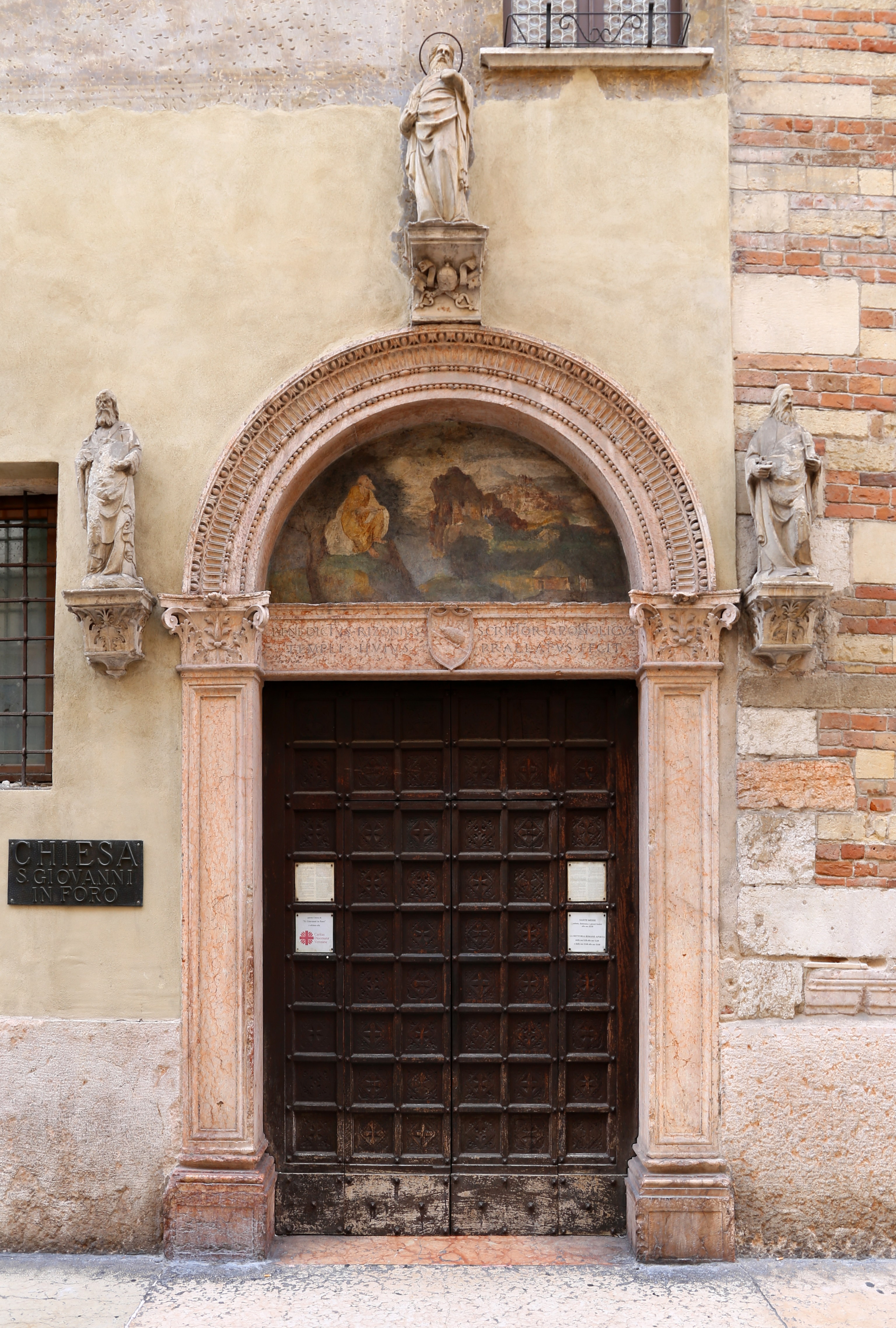
Portale rinascimentale d'accesso alla chiesa

L'edificio è racchiuso tra costruzioni su tre lati ed è privo di facciata, pertanto l'accesso allo spazio interno avviene lungo il prospetto laterale, affacciato su corso Porta Borsari. L'ingresso avviene mediante da un portale rinascimentale sulla cui architrave è presente la seguente iscrizione: «BENEDICTVS RIZIONIVS SCRIPTOR APOSTOLICVS / TEMPIVS HVIVS PRAELATUS FECIT». Questo piccolo gioiello del Rinascimento veronese, che come indicato dall'iscrizione fu commissionato dallo scrittore apostolico Benedetto Rizzoni, è opera di Girolamo Giolfino; esso è caratterizzato dalle statue dei santi Giovanni Evangelista, Pietro e Giovanni Battista, mentre nella lunetta si trova l'affresco opera di Nicola Giolfino, raffigurante San Giovanni nell'isola di Patmos.
Il prospetto si contraddistingue per una tessitura muraria tipica dell'architettura romanica veronese, con filari di conci squadrati di tufo alternati a filari in mattoni di laterizio, con l'aggiunta di alcuni corsi listato di ciottoli sulla parte sommitale della parete; la parte inferiore, inoltre, è rivestita da lastre di pietra. Sulla parete, oltre al portale rinascimentale, si aprono due alte monofore strombate che illuminano lo spazio interno, e tra le due una specchiatura conserva un'opera pittorica di Domenico Brusasorzi raffigurante la Deposizione. Sul fianco nord della chiesa si trova il campanile a base quadrata, con il fusto in cotto e una cella campanaria su cui si aprono ampie bifore, sormontata da una copertura a quattro falde.

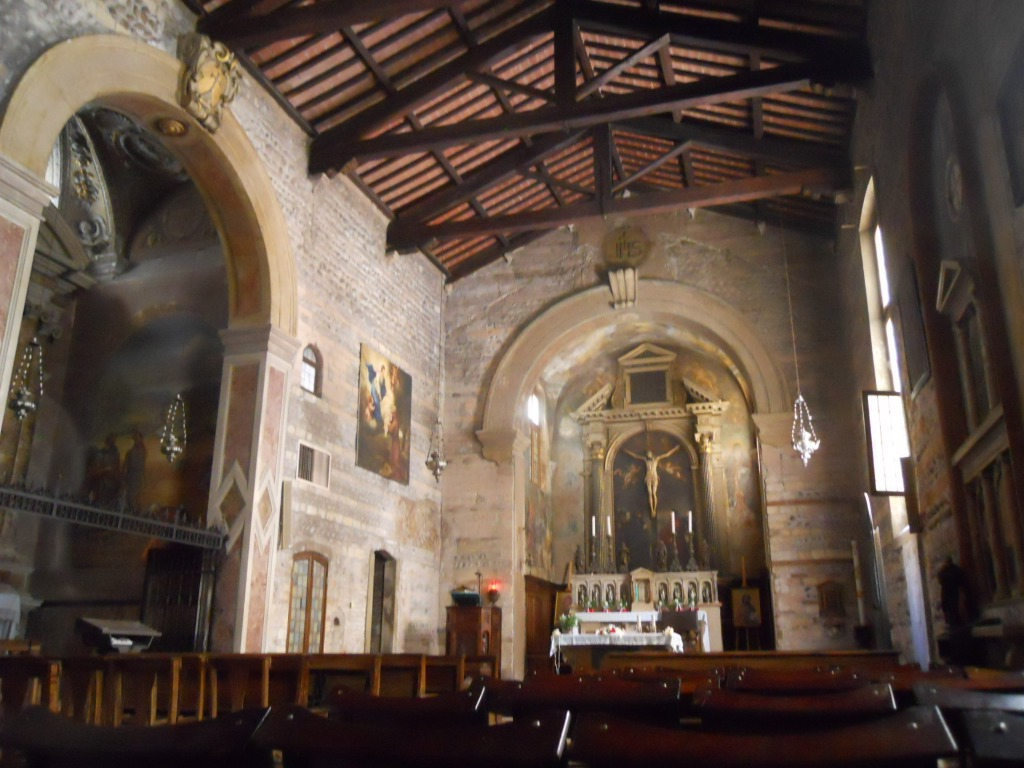
L'aula della chiesa

La chiesa ha una pianta ad aula unica rettangolare, preceduta da un atrio da cui è separata attraverso un colonnato e attraverso al quale si può accedere anche a un'area archeologica; il presbiterio è rialzato di un gradito rispetto al resto dello spazio e si conclude con un'abside rettangolare, ulteriormente rialzata di un gradino. Sulla parete di sinistra si trovano due cappelle, una ospitante l'altare di Santa Teresa di Lisieux e l'altra l'altare della Madonna. L'aula ha una copertura a due falde con capriate a vista, l'atrio è coperto da un solaio ligneo con cassettoni decorati, mentre l'abside è coperto da una volta a crociera ribassata.
L'interno ha un aspetto sobrio e austero, con murature a vista. Il presbiterio è caratterizzato da un altare maggiore in marmi policromi con elementi scultorei, e dietro di esso, sulla parete di fondo dell'abside, si trova una pala d'altare raffigurante l'Addolorata, San Giovanni, San Domenico, San Francesco di Paola e San Francesco d’Assisi, dipinti ai lati di un crocifisso ligneo. La pavimentazione è stata progettata nel primo Novecento dall'architetto veronese Ettore Fagiuoli: si tratta di un pavimento a mosaico a sfondo bianco con figure policrome simboliche, che richiamano all'epoca paleocristiana e fanno riferimento alle catacombe romane di San Callisto e di Domitilla.